# Schwesterherz (2025)
Schwesterherz (internationaler englischsprachiger Titel The Good Sister) ist ein Filmdrama und das Spielfilmdebüt von Sarah Miro Fischer. Der Film mit Marie Bloching, Anton Weil, Proschat Madani, Laura Balzer und Jane Chirwa feierte im Februar 2025 bei den Filmfestspielen in Berlin seine Premiere. Der Kinostart in Deutschland ist Anfang Januar 2026 geplant.

## Handlung
Als Sam der Vergewaltigung beschuldigt wird, soll seine jüngere Schwester Rose im Rahmen der Ermittlungen gegen ihn aussagen. Das stellt sowohl die innige Beziehung der beiden als auch Roses moralische Integrität auf die Probe. Während sie zunächst zu ihrem Bruder hält, findet Rose schließlich heraus, dass die Anschuldigungen stimmen. Sie muss einen Weg finden, mit dieser schwierigen Situation umzugehen.

## Produktion
„Solange wir Missbrauchstäter als Monster abstempeln, wird es uns unmöglich sein, sie in unserer Mitte zu erkennen – als Freunde, Kollegen oder Geschwister. Je näher uns die Person steht, desto schwieriger ist es, sie klar zu sehen.“

Regie führte Sarah Miro Fischer, die gemeinsam mit der Dänin Agnes Maagaard Petersen auch das Drehbuch schrieb. Es handelt sich bei Schwesterherz um Fischers Spielfilmdebüt und ihr Abschlussprojekt an der Deutschen Film- und Fernsehakademie Berlin, wo sie von 2018 bis 2024 studierte. Zuvor studierte sie an der Escuela Nacional de Cine in Bogotá in Kolumbien Film.

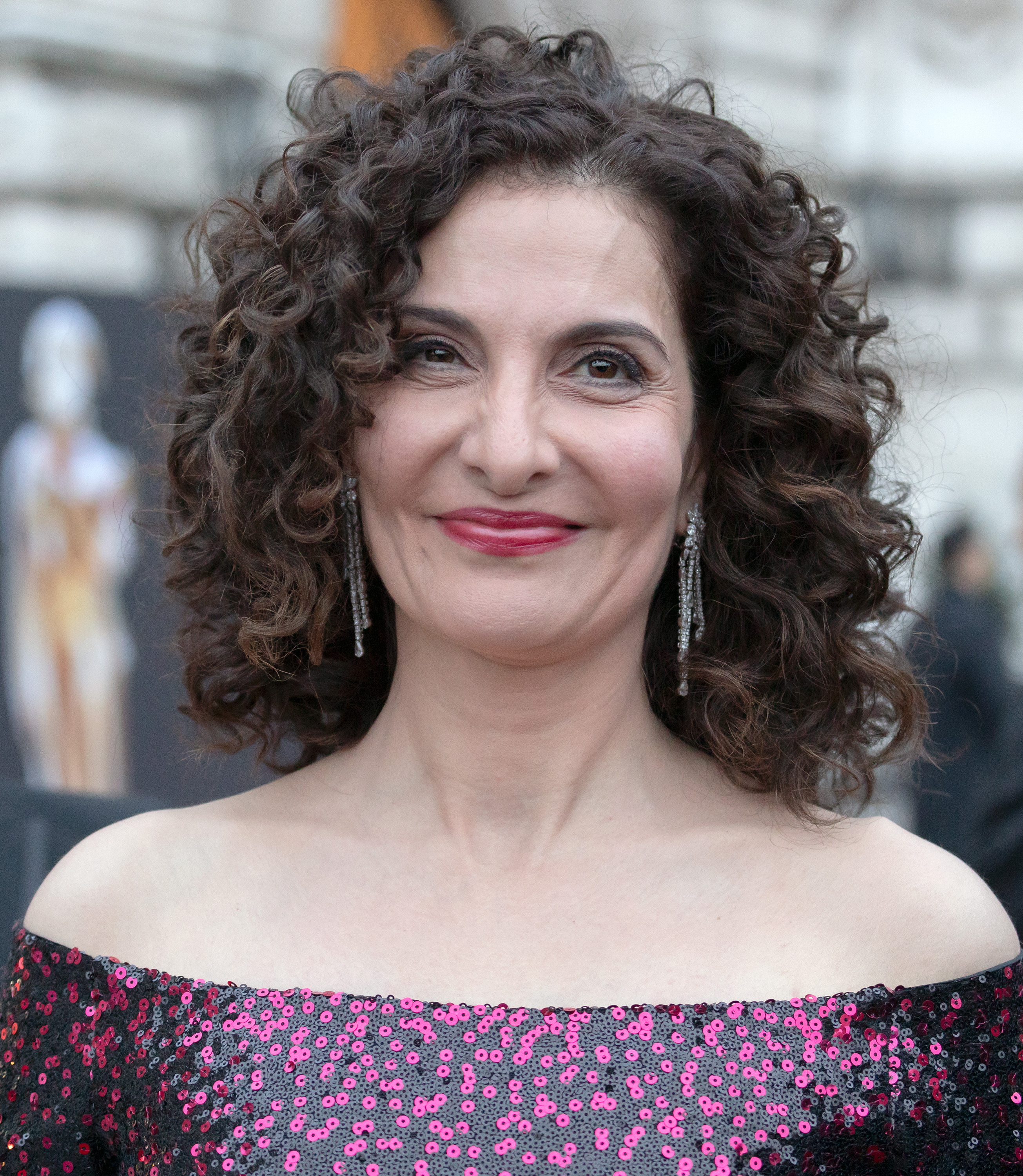
Die österreichische Schauspielerin Proschat Madani spielt Linda

Der Film wurde vom RBB und dem Medienboard Berlin Brandenburg unterstützt.
Marie Bloching und Anton Weil spielen Rose und Sam und Proschat Madani ihre Mutter Linda. Weiter auf der Besetzungsliste finden sich Laura Balzer und Jane Chirwa.
Die Dreharbeiten fanden über einen Zeitraum von 28 Tagen zwischen Ende August und Anfang Oktober 2023 in und um Berlin statt, wo der Film spielt. Als Kamerafrau fungierte Selma von Polheim Gravesen. Die in Berlin lebende Deutsch-Dänin studierte zur gleichen Zeit wie die Regisseurin an der Deutschen Film- und Fernsehakademie Berlin und war für mehrere Kurzfilme tätig. Der Arbeitstitel war Blaue Flecken oder auch Blue Marks.
Die Klanguntermalung stammt von Francesco Olmo Lo Giudice.
Die Weltpremiere fand am 14. Februar 2025 bei den Filmfestspielen in Berlin statt. Der Kinostart in Deutschland ist am 8. Januar 2026 geplant. Den internationalen Vertrieb übernimmt New Europe Film Sales. Sie stellen Schwesterherz im Mai 2025 beim Marché du film vor. Im Juni 2025 wurde der Film beim Internationalen Filmfest Emden-Norderney gezeigt. Im Juli 2025 wurde er bei Nowe Horyzonty vorgestellt. Im September 2025 wird er bei der Filmkunstmesse Leipzig gezeigt.

## Rezeption

### Kritiken
Sara Piazza schreibt in ihrer Kritik in der taz, Sarah Miro Fischers beeindruckendes Spielfilmdebüt zeige unaufgeregt, wie viel man im Film mit Reduktion erreichen kann. Dabei konzentriert sie sich in Schwesterherz besonders auf die akustischen Ebenen, wie das nächtliche Tropfgeräusch, das Roses Schlaf stört und sie gleichzeitig ablenkt von dem, was vielleicht ihr geliebter Bruder Sam hinter der dünnen Wand in seinem Schlafzimmer tut. Sarah Miro Fischer gelinge es, das Gefühl von Zweifel bis zum Schluss aufrechtzuerhalten. Ihre Mischung aus fast dokumentarischen Bildern und präziser Erzählung sowie die balanciert dosierte Klanguntermalung vermittelten einem schnell das Gefühl, Teil dieser Geschichte zu sein.

### Auszeichnungen
Internationales Filmfest Emden-Norderney 2025
- Nominierung für den SCORE Bernhard Wicki Preis
- Nominierung für den NDR Filmpreis für den Nachwuchs
- Auszeichnung mit dem Creative Energy Filmpreis (Selma von Polheim Gravesen und Elena Weihe)[13]

San Sebastian International Film Festival 2024
- Auszeichnung mit dem WIP Europa Industry Award (Sarah Miro Fischer)[14]